# René Mourlon
René Fernand Alexandre Mourlon (Parijs, 12 mei 1893 - aldaar, 19 oktober 1977) was een Frans atleet. Hij nam deel aan de Olympische Zomerspelen van 1920 en won daarbij de zilveren medaille op de 4x100 estafette.

## Biografie
René Mourlon was een broer van André Mourlon, die eveneens aantrad op de Olympische Spelen.

## Belangrijkste resultaten

### Olympische Zomerspelen
| Jaar | Plaats    | Discipline | Onderdeel             | Resultaten |
| ---- | --------- | ---------- | --------------------- | --- |
| 1912 | Stockholm | Atletiek   | 100 m (m)             | eerste ronde: 2e (reeks 11) halve finales: AC (reeks 4)                                                                 |
| 1912 | Stockholm | Atletiek   | 4x100 m estafette (m) | eerste ronde: 2e (reeks 6)samen met: Pierre Failliot Charles Lelong Georges Rolot                                       |
| 1920 | Antwerpen | Atletiek   | 100 m (m)             | eerste ronde: 1e (reeks 2) kwartfinales: 3e (reeks 1)                                                                   |
| 1920 | Antwerpen | Atletiek   | 200 m (m)             | DNS |
| 1920 | Antwerpen | Atletiek   | 4x100 m estafette (m) | eerste ronde: 1e (reeks 2) · finale: samen met: · Émile Ali-Khan · René Lorain · René Tirard                            |
| 1924 | Parijs    | Atletiek   | 100 m (m)             | eerste ronde: 2e (reeks 17) kwartfinales: 4e (reeks 2)                                                                  |
| 1924 | Parijs    | Atletiek   | 4x100 m estafette (m) | eerste ronde: 2e (reeks 6) halve finales: 2e (reeks 3) finale: 5esamen met: Maurice Degrelle Albert Heisé André Mourlon |

### Persoonlijke records
| Onderdeel | Tijd    | Jaar |
| --------- | ------- | ---- |
| 100 m     | 10,8 s. | 1922 |

- Bibliothèque nationale de France: cb166352023 (data)
- World Athletics: 14562977
- International Standard Name Identifier: 0000 0004 5098 7165
- Virtual International Authority File: 316737913